# Clemente López Dóriga
Clemente López-Dóriga y López-Dóriga (Santander, 21 de julio de 1895 - Madrid, 27 de mayo de 1957) fue un ciclista y periodista español. Es conocido principalmente por ser el ideólogo y uno de los creadores de la Vuelta a España. 
Procedente de una familia adinerada, Clemente dedicó su vida a la cultura del deporte al igual que algunos de sus hermanos (Miguel, Alfredo y Ricardo). Debutó con tan solo 18 años en el Circuito El Sardinero donde acabó tercero. Se proclamó campeón de velocidad de Santander y Castilla la Vieja. En 1921, se retiró del ciclismo para dedicarse a la promoción de jóvenes ciclistas. Bajo su protección, aparecieron ciclistas como los hermanos Trueba (Vicente, José y Fermín) o Victorino Otero. 
Posteriormente, sería cronista de las carreras ciclistas del diario Informaciones. En 1935, convence al director del diario Juan Pujol para organizar una gran prueba ciclistas en España a imagen y semejanza del Tour de Francia o el Giro de Italia. Para ello ofrece su experiencia de haber seguido a sus discípulos por estas carreras. Tras la Guerra Civil, colaboró con el diario Ya a la vez que continuaría con su labor organizativa en la Vuelta y otras competiciones, como la prueba Madrid-Lisboa, Madrid-Salamanca-Madrid, Madrid-Oporto o el Campeonato de España por Regiones. En los últimos años de su vida, una enfermedad les paralizó las piernas pero siguió con su labor hasta su muerte, hecho que le supuso recibir el cargo de Vicepresidente de honor de la Federación Española de Ciclismo. 

## Orígenes familiares
Clemente López-Dóriga pertenecía a una de las familias más ilustres e influyentes de Santander. Sus padres eran Victoriano López-Dóriga Sañudo, capitán de corbeta, gentilhombre de cámara con ejercicio del rey Alfonso XIII y presidente de la Real Federación Española de Vela, y Matilde López-Dóriga y López-Dóriga. Su abuelo materno fue Antonio López-Dóriga Aguirre, fundador del Banco Santander e hijo de José Ramón López-Dóriga Vial, alcalde de Santander, y de María Petra de Aguirre Laurencín, quien casó en segundas nupcias con José María Botín Cano, matrimonio que dio origen a una famosa saga de banqueros.
Es descendiente en línea directa de Manuel Filiberto de Saboya.

## Palmarés
- 1915
  - Campeón Provincial de Santander
- 1916
  - Campeón Provincial de Santander
- 1918
  - Campeón Provincial de Santander
  - Campeón de Castilla la Vieja
- 1919
  - Campeón de Castilla la Vieja